# شهرستان اوچ‌تورفان
شهرستان اوچ‌تورفان (به اویغوری: ئۇچتۇرپان ناھىيىسى) و یا شهرستان ووشی (به چینی: 乌什县، به پین‌یین:‌ Wūshí Xiàn) یک شهرستان در چین است که در ولایت آق‌سو واقع شده‌است.
تورفان شهر و منطقه‌ای است در نزدیکی شهرستان اوچ‌تورفان و نام اوچ‌تورفان هم در زبان اویغوری به معنی «سه تورفان» است.
نام چینی این شهرستان، دو هجای اول از برگردان نام «اوچ‌تورفان» به زبان چینی می‌باشد، «ووشی‌تولوفان» (به چینی: 乌什吐鲁番县، به پین‌یین: Wūshítǔlǔfān Xiàn)

## جمعیت
| ترکیب قومیتی شهرستان اوچ‌تورفان | ترکیب قومیتی شهرستان اوچ‌تورفان | ترکیب قومیتی شهرستان اوچ‌تورفان | ترکیب قومیتی شهرستان اوچ‌تورفان | ترکیب قومیتی شهرستان اوچ‌تورفان |
| ------------------------------ | ------------------------------ | ------------------------------ | ------------------------------ | ------------------------------ |
| قومیت                          | قومیت                          |                                | درصد                           | درصد                           |
| اویغور                         | اویغور                         |                                | ۹۲٫۲٪                          | ۹۲٫۲٪                          |
| هان                            | هان                            |                                | ۴٫۷٪                           | ۴٫۷٪                           |
| قرقیز                          | قرقیز                          |                                | ۲٫۴٪                           | ۲٫۴٪                           |
| هوئی                           | هوئی                           |                                | ۰٫۵٪                           | ۰٫۵٪                           |
| سایر                           | سایر                           |                                | ۰٫۲٪                           | ۰٫۲٪                           |
| منبع سرشماری جمعیت :           |                                |                                |                                |                                |

## تاریخچه
واحد تقسیماتی اوچ‌تورفان در سال ۱۸۸۳ میلادی تحت حاکمیت دودمان چینگ تاسیس شد.
«ولایت اونسو» در سال ۱۹۰۲ میلادی، به مرکزیت اونسو تاسیس شد. منطقهٔ اوچ‌تورفان در این ولایت قرار گرفت.
در آوریل ۱۹۱۳ میلادی، مرکز ولایت از اونسو به آق‌سو منتقل شد و نام آن به «ولایت آق‌سو» تغییر کرد.
منطقهٔ تقسیماتی اوچ‌تورفان در سال ۱۹۱۳ به شهرستان ارتقاء‌ یافت.